# Johann Christoph Ullmann
Johann Christoph Ullmann  (* 3. September 1771 in Kassel; † 6. August 1821 in Marburg) war ein Marburger Professor und Mineraloge, nach dem das Mineral Ullmannit benannt wurde.
Johann Christoph Ullmann wurde als Sohn des späteren Marburger Oberrentmeisters Johann Friedrich Ullmann aus Hofgeismar und der Marien Elisabeth Bode, Tochter des Platzmajors Johann Christoph Bode, geboren. Der Mediziner  Christoph Ullmann ist sein Bruder. Er war mit der Witwe des Hofgerichtsrates Hans Adolph Friedrich von Eschstruth verheiratet.
Er studierte 1790 an der Bergakademie Freiberg in Sachsen und wurde 1792 in Marburg promoviert. Von 1793 bis 1797 war er außerordentlicher Professor der Philosophie und der Finanzwissenschaft an der Universität Marburg und wurde schließlich ordentlicher Professor der Staatswissenschaft und der Berg- und Hüttenkunde sowie Mitglied des Staatswirtschaftlichen Instituts.
Er war der erste einschlägig in der Bergakademie Freiberg bei Abraham Gottlob Werner ausgebildete Professor dieses Fachs in Marburg.
Ab 1795 übernahm Johann Christoph Ullmann die Betreuung des 1790 durch Johann Gottlieb Waldin (1728–1795) eingerichteten „Hessisches Mineralien-Cabinetts“ der Fürstlich Hessischen Universität Marburg (heute Mineralogisches Museum der Philipps-Universität Marburg).
Johann Christoph Ullmann war Freimaurer in der 1778 gegründeten Freimaurerloge Wilhelmine Caroline in Hanau und bis zu seinem Tod in der 1812 errichteten Marburger Loge Marc Aurel zum flammenden Stern. Er starb als Oberbergrat in Marburg.